# Anja Jaenicke
Anja Jaenicke (n. 9 octombrie 1963, Berlin, RDG) este o fostă actriță germană.

## Date biografice
Jaenicke este fiica scriitorului turc Aras Ören și a actriței Käte Jaenicke, cu care a jucat împreună în filmul "Abschied in Berlin, 1984". Ea joacă în 1977 rolul principal în filmul "Heimkind", urmează o serie de roluri în numeroase filme cinema și TV. Jaenicke devine cunoscută prin rolul jucat în serialele Diese Drombuschs, Tatort, Der Alte și Derrick. Pe la sfârșitului anilor 1990 trăiește o viață retrasă la o fermă în Franța.

## Filmografie (selectată)
- 1977: Heimkind
- 1978: David
- 1980: Tatort - Herzjagd
- 1982: Tatort - Das Mädchen auf der Treppe
- 1983: Die Schaukel
- 1984: Derrick Das Mädchen in Jeans
- 1984: Mensch Bachmann
- 1985: Der Alte Die Tote in der Sauna
- 1986: Tatort - Die kleine Kanaille
- 1987: Otto – Der neue Film
- 1989/1990: Diese Drombuschs
- 1991: Weißblaue Geschichten Der Kakadu
- 1994: Tatort - Der Rastplatzmörder
- 1997: Röpers letzter Tag